# Episodi di Play of the Week (prima stagione)
La prima stagione della serie televisiva Play of the Week è andata in onda negli Stati Uniti dal 12 ottobre 1959 al 7 giugno 1960 in syndication.
| nº | Titolo originale                                              | Prima TV USA     |
| -- | ------------------------------------------------------------- | ---------------- |
| 1  | Medea                                                         | 12 ottobre 1959  |
| 2  | The Power and the Glory                                       | 19 novembre 1959 |
| 3  | Burning Bright                                                | 26 ottobre 1959  |
| 4  | Back to Back: The Dock Brief and What Shall We Tell Caroline? | 2 novembre 1959  |
| 5  | A Month in the Country                                        | 9 novembre 1959  |
| 6  | The Waltz of the Toreadors                                    | 16 novembre 1959 |
| 7  | The White Steed                                               | 23 novembre 1959 |
| 8  | Crime of Passion                                              | 30 novembre 1959 |
| 9  | Simply Heavenly                                               | 7 dicembre 1959  |
| 10 | World of Sholom Aleichem                                      | 14 dicembre 1959 |
| 11 | Thieves Carnival                                              | 21 dicembre 1959 |
| 12 | The Cherry Orchard                                            | 28 dicembre 1959 |
| 13 | The Closing Door                                              | 4 gennaio 1960   |
| 14 | The Emperor's Clothes                                         | 11 gennaio 1960  |
| 15 | Lullaby                                                       | 18 febbraio 1960 |
| 16 | Strindberg on Love                                            | 25 febbraio 1960 |
| 17 | Juno and the Paycock                                          | 2 marzo 1960     |
| 18 | Tiger at the Gates                                            | 8 febbraio 1960  |
| 19 | Don Juan in Hell                                              | 15 febbraio 1960 |
| 20 | A Very Special Baby                                           | 22 febbraio 1960 |
| 21 | Climate of Eden                                               | 29 febbraio 1960 |
| 22 | Volpone                                                       | 7 marzo 1960     |
| 23 | The Rope Dancers                                              | 14 marzo 1960    |
| 24 | The Master Builder                                            | 21 marzo 1960    |
| 25 | The Grass Harp                                                | 28 marzo 1960    |
| 26 | A Palm Tree in a Rose Garden                                  | 4 aprile 1960    |
| 27 | The Enchanted                                                 | 11 aprile 1960   |
| 28 | The Girls in Room 509                                         | 18 aprile 1960   |
| 29 | Morning's at Seven                                            | 25 maggio 1960   |
| 30 | Night of the Auk                                              | 2 maggio 1960    |
| 31 | A Piece of Blue Sky                                           | 9 maggio 1960    |
| 32 | Archy and Mehitabel                                           | 16 maggio 1960   |
| 33 | Mary Stuart                                                   | 23 maggio 1960   |
| 34 | The Grand Tour                                                | 30 giugno 1960   |
| 35 | The House of Bernarda Alba                                    | 7 giugno 1960    |

## Medea
- Prima televisiva: 12 ottobre 1959

### Trama
- Guest star: Betty Miller (donna), Don McHenry (Tutor), Rickey Sloane (bambino), Mannie Sloane (bambino), Judith Anderson (Medea), Eric Berry (Aegeus), Henry Brandon (Jason), Jacqueline Brookes (donna), Morris Carnovsky (Creon), Colleen Dewhurst (donna), Aline MacMahon (infermiera), Michael Wager (Slave)

## The Power and the Glory
- Prima televisiva: 19 novembre 1959

### Trama
- Guest star: Peter Falk (Mestizo), Rudy Bond, James Donald (prete), Scottie MacGregor (Maria), Ronald Long (Tench), John Alderson (Miguel), Val Avery (capo della polizia), Alfred Ryder, David J. Stewart (governatore's Cousin)

## Burning Bright
- Prima televisiva: 26 ottobre 1959

### Trama
- Guest star: Crahan Denton, Colleen Dewhurst (Mordeen Saul), Dana Elcar (Friend Ed), Donald Madden (Victor), Myron McCormick (Joe Saul)

## Back to Back: The Dock Brief and What Shall We Tell Caroline?
- Prima televisiva: 2 novembre 1959

### Trama
- Guest star: Michael Hordern (Morganhall / Tony Peters), George Rose (Fowle / Arthur Louden), Leueen MacGrath (Bin), Jean Marsh (Caroline)

## A Month in the Country
- Prima televisiva: 9 novembre 1959

### Trama
- Guest star: Alexander Scourby (Rakitin), Luther Adler (Ignaty Illyich Shpichelsky), Richard Easton (Beliaev), Olga Bellin (Vera), Uta Hagen (Natalia Petrovna), Tim O'Connor (Yslaev)

## The Waltz of the Toreadors
- Prima televisiva: 16 novembre 1959

### Trama
- Guest star: Mary Grace Canfield (Sidonia), John Abbott (dottor Bonfant), Louise Kirtland (Mme. Dupont-Fredaine), Jenny Egan (Estelle), Hugh Griffith (Général St. Pé), Mildred Natwick (Mme. St. Pé), Beatrice Straight (Mlle. de St. Euverte), James Valentine (Gaston)

## The White Steed
- Prima televisiva: 23 novembre 1959

### Trama
- Guest star: Tom Clancy (Shivers), Roy Poole (Patrick Hearty), Pauline Flanagan (Sarah Hearty), Neil Fitzgerald (Fintry), Frank Conroy (Canon Matt Lavelle), Tim O'Connor (padre Shaughnessy), Helena Carroll (Nora Fintry), Dermot A. McNamara (Denis Dillon), Lester Rawlins (Toomey)

## Crime of Passion
- Prima televisiva: 30 novembre 1959

### Trama
- Guest star: Donald Harron (Hugo), Claude Dauphin (Hoederer), Marian Seldes (Olga), Betsy von Furstenberg (Jessica), Horace McMahon (Georges)

## Simply Heavenly
- Prima televisiva: 7 dicembre 1959

### Trama
- Guest star: Gail Fisher (Joyce Lane), Claudia McNeil (Mamie), Frederick O'Neal (amico/a di Boyd), Ethel Ayler (Zarita), Mel Stewart (Jesse P. Simple), Earle Hyman (Hopkins)

## World of Sholom Aleichem
- Prima televisiva: 14 dicembre 1959

### Trama
- Guest star: Charlotte Rae (Angel Rochele), Zero Mostel (Melamed), Nancy Walker (Rifkele), Frederick Rolf (Rabbi David), Gertrude Berg (Hannah), Morris Carnovsky (Aaron Katz / Presiding Angel), Jack Gilford (Bontsche Shveig / Angel), Lee Grant (Goatseller / Avenging Angel), Henry Lascoe (Dodi), Sam Levene (Mendele), Dora Weissman

## Thieves Carnival
- Prima televisiva: 21 dicembre 1959

### Trama
- Guest star: Robert Morse (Gustave), Kurt Kasznar (Peterbono), Pat Stanley (Juliette), Cathleen Nesbitt (Lady Hurf), Larry Blyden (Hector), Tom Bosley (Dupont-Dufour Jr.), Howard Da Silva (Dupont-Dufour Sr.), Frances Sternhagen (Eva)

## The Cherry Orchard
- Prima televisiva: 28 dicembre 1959

### Trama
- Guest star: Woodrow Parfrey (Epihodoff), Paula Laurence (Carlotta Ivanova), Byron Russell (Fiers), Salome Jens (Dunyasha), Helen Hayes (Madame Ranevskaya), Susan Strasberg (Anya), Peggy McCay (Vary), John Abbott (Gayeff), E.G. Marshall (Lopanim), Gerald Hiken (Trofimoff), Martin Wolfson (Semyonoff-Pishtchik), Julian Battersby (giardiniere)

## The Closing Door
- Prima televisiva: 4 gennaio 1960

### Trama
- Guest star: George Segal, John Randolph, Dane Clark, Kevin Coughlin, Elizabeth Eustis, Arthur Hill, Kim Hunter, Katherine Squire

## The Emperor's Clothes
- Prima televisiva: 11 gennaio 1960

### Trama
- Guest star: Viveca Lindfors (Belia Odry), Reuben Singer, David Hurst, Jules Munshin (Kossa), Tamara Daykarhanova, Peter Falk, Margit Fossgrin, Sándor Szabó (Baron), Charles Saari (Ferike), George Voskovec (Elek Odry)

## Lullaby
- Prima televisiva: 18 febbraio 1960

### Trama
- Guest star: Tom Carlin (usciere), Anne Jackson (Eadie Horton), Eli Wallach (Johnny Horton), Ruth White (madre)

## Strindberg on Love
- Prima televisiva: 25 febbraio 1960

### Trama
- Guest star: Patricia Neal (Mistress (in 'The Stronger'), Robert Loggia (Gene), Lois Smith (Julie (in 'Miss Julie'), Madeleine Sherwood (Kristin (in 'Miss Julie'), Nancy Wickwire (Wife (in 'The Stronger')

## Juno and the Paycock
- Prima televisiva: 2 marzo 1960

### Trama
- Guest star: Luella Gear, Pauline Flanagan, James Berwick, Thomas A. Carlin, Liam Clancy, Hume Cronyn, Evans Evans, Walter Matthau

## Tiger at the Gates
- Prima televisiva: 8 febbraio 1960

### Trama
- Guest star: Milton Selzer (Mathmetician), Leueen MacGrath (Cassandra), Patricia Cutts (Helen), Donald Davis (Hector), Bramwell Fletcher, David Hurst (Poet propagandist), Cathleen Nesbitt, Mike Kellin (Ajax), Bill Howe, Nina Foch (Andromache), Martin Gabel (Ulysses), Patrick Horgan (Paris), Arthur Treacher (avvocato Busiris)

## Don Juan in Hell
- Prima televisiva: 15 febbraio 1960

### Trama
- Guest star: Hurd Hatfield (Don Juan), Marc Connelly (direttore artistico), Siobhán McKenna (Dona Ana), Dennis King (Statue of the Commander), George C. Scott (Devil)

## A Very Special Baby
- Prima televisiva: 22 febbraio 1960

### Trama
- Guest star: Larry Blyden (Joey Casale), Oskar Homolka (Mr. Casale), Marian Winters (Anna Casale)

## Climate of Eden
- Prima televisiva: 29 febbraio 1960

### Trama
- Guest star: Roland Culver (Harmston), Kevin Coughlin (Berton), Donald Harron, Diana Hyland (Mabel), Chuck Gordone (Logan), Lynn Loring (Olivia)

## Volpone
- Prima televisiva: 7 marzo 1960

### Trama
- Guest star: Kurt Kasznar (Volpone), Lou Jacobi (Corvino), Michael Tolan (Leone), Art Smith (Voltore), Ludwig Donath (Corbaccio), Alfred Drake (Mosca, Volpone's servant), Evans Evans (Colomba), Jo Van Fleet (Canina)

## The Rope Dancers
- Prima televisiva: 14 marzo 1960

### Trama
- Guest star: Walter Matthau (James Hyland), Audrey Christie (Mrs. Farrow), Fran Myers (Clementine), Siobhán McKenna (Margaret Hyland), Jacob Ben-Ami (dottor Jacobson), Joe Boland (ufficiale di polizia), Judy Sanford (Lizzie Hyland)

## The Master Builder
- Prima televisiva: 21 marzo 1960

### Trama
- Guest star: James Patterson (Ragnar Brovik), E.G. Marshall (Halvard Solness), Lois Smith (Hilde Wangel), Joanna Roos (Aline), Victor Kilian, Phyllis Love (Kaja), Fred Stewart (dottor Herdal)

## The Grass Harp
- Prima televisiva: 28 marzo 1960

### Trama
- Guest star: Lillian Gish (Dolly Talbo), Russell Collins (Morris Ritz), Nick Hyams (Collin Talbo), Jonathan Harris (Amos Legrand), Georgia Burke (Catherine Creek), Carmen Mathews (Verena Talbo)

## A Palm Tree in a Rose Garden
- Prima televisiva: 4 aprile 1960

### Trama
- Guest star: Barbara Barrie (Lila), Barbara Baxley (Barbara Baxley), Glenda Farrell (Rose Frobisher), Robert Webber

## The Enchanted
- Prima televisiva: 11 aprile 1960

### Trama
- Guest star: Frederick Rolf (Executioner), Tom Poston (Supervisor), Arthur Treacher (sindaco), Joan Terrace (Lucy), Walter Abel (ispettore), Joseph Buloff (Executioner), Cyril Cusack (dottore), Mary Finney (Leonide Mangebois), Rosemary Harris (Isabel), James Mitchell (Ghost), Fran Myers (Gilberte), Nydia Westman (Armande Mangebois)

## The Girls in Room 509
- Prima televisiva: 18 aprile 1960

### Trama
- Guest star: John McGiver, Paul Ford (Allen / Nella), Margalo Gillmore, Larry Blyden (Pusey), Parker Fennelly, Nancy Walker

## Morning's at Seven
- Prima televisiva: 25 maggio 1960

### Trama
- Guest star: Eileen Heckart (Myrtle), Ann Harding (Cora), Hiram Sherman (Homer Bolton), Chester Morris (Swanson), Beulah Bondi (madre), Russell Collins (Carl), Frank Conroy, Dorothy Gish (Aaronetta), Ruth White (Ida)

## Night of the Auk
- Prima televisiva: 2 maggio 1960

### Trama
- Guest star: Alan Mixon (tenente Jan Kephart), James MacArthur (tenente Max Hartman), Shepperd Strudwick (dottor Bruner), William Shatner (Lewis Rohnen), Warner Anderson (colonnello Tom Russell), Raymond Edward Johnson (narratore), William Kerwin (John Custer), Luis Van Rooten (presidente)

## A Piece of Blue Sky
- Prima televisiva: 9 maggio 1960

### Trama
- Guest star: Nancy Marchand (Margaret), Sudie Bond (Miserable), Morgan Sterne (Verna), Marian Seldes (Antoinette), Roland Winters, Shelley Winters (Rose)

## Archy and Mehitabel
- Prima televisiva: 16 maggio 1960

### Trama
- Guest star: Michael Kermoyan (Big Bill), Tammy Grimes (Mehitabel), George Martin, Jules Munshin (Tyrone T. Tattersall), Joan Kruger, Sondra Lee (Rusty), Eddie Bracken (Archie), John Smolko

## Mary Stuart
- Prima televisiva: 23 maggio 1960

### Trama
- Guest star: David C. Jones (L'Aubespine), Signe Hasso (Mary Stuart), Eva Le Gallienne (Queen Elizabeth), Muriel Kirkland (Hannah), Paul Ballantyne (Shrewsbury), Philip Bourneuf (Paulet), John Colicos (Mortimer), Staats Cotsworth (Burleigh), Patrick Waddington (Leicester)

## The Grand Tour
- Prima televisiva: 30 giugno 1960

### Trama
- Guest star: Scott McKay (Ray Brinton), Audrey Meadows (Nell Valentine)

## The House of Bernarda Alba
- Prima televisiva: 7 giugno 1960

### Trama
- Guest star: Suzanne Pleshette, Cathleen Nesbitt, Lee Grant, Eileen Heckart, Nancy Marchand, Anne Revere